# Santo Niño (Cagayán)
Santo Niño es un municipio filipino de segunda categoría perteneciente a  la provincia de Cagayán en la Región Administrativa de Valle del Cagayán, también denominada Región II.

## Geografía
Tiene una extensión superficial de 512.90 km² y según el censo del 2007, contaba con una población de 25.688 habitantes, 26.126  el día primero de mayo de 2010

### Barangayes
Santo Niño se divide administrativamente en 31 barangayes o barrios, 28 de  carácter rural y los tres restantes de carácter urbano.
| - Abariongan Ruar - Abariongan Uneg - Balagan - Balanni - Cabayo - Calapangan - Calassitan - Campo - Centro Norte (Pob.) - Centro Sur (Pob.) - Dungao | - Lattac - Lipatan - Lubo - Mabitbitnong - Mapitac - Masical - Matalao - Nag-uma (Nagbayugan) - Namuccayan - Niug Norte | - Niug Sur - Palusao - San Manuel - San Roque - Santa Felicitas - Santa Maria - Sidiran - Tabang - Tamucco - Virginia |

## Historia
Hasta el año de 1969 su denominación era la Faire.